# 어블룸

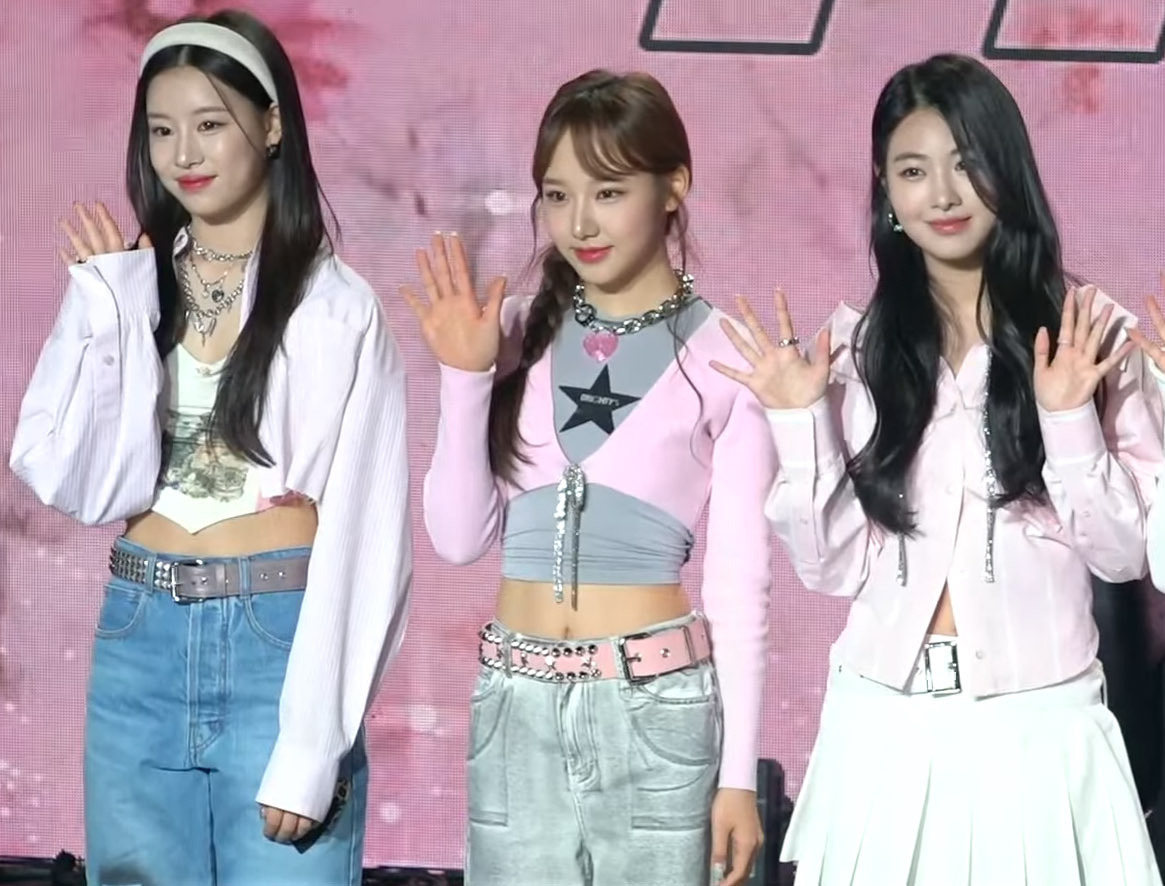
2023년 4월 모습

어블룸(Ablume 또는 ablume) (일본어: アラブム)은 매시브 E&C가 결성한 한국 걸그룹(Korea GIRL GROUP)이다. 이 그룹은 아란, 새나, 시오 세 멤버로 구성되어 있다. 이들은 이전에 FIFTY FIFTY의 일원이었다.
2025년 5월 9일 낮 12시 "Echo"로 데뷔하였다.

## 구성원
| 이름   | 소개 |
| ------ | --- |
| 정세현 | - 활동명: 새나 - 생년월일: 2004년 3월 12일(21세) - 출생지: 대한민국 부산광역시 - 활동기간: 2025년 5월 9일 ~      |
| 정지호 | - 활동명: 시오 - 생년월일: 2004년 10월 6일(20세) - 출생지: 대한민국 전라남도 여수시 - 활동기간: 2025년 5월 9일 ~ |
| 정은아 | - 활동명: 아란 - 생년월일: 2004년 10월 11일(20세) - 출생지: 대한민국 서울특별시 - 활동기간: 2025년 5월 9일 ~     |

## 이름
그룹 이름은 원래 꽃을 의미하는 독일어 단어 blume에서 유래되었으며, 이는 성장과 개화 과정을 상징한다. 이 트리오는 "다양한 음악"을 만들면서 매력과 잠재력을 찾기 위해 이름을 설명했다.

## 같이 보기
- 대한민국의 걸 그룹 목록